# Klabang (Klabang)
Klabang is een bestuurslaag in het regentschap Bondowoso van de provincie Oost-Java, Indonesië. Klabang telt 1708 inwoners (volkstelling 2010).